# Silihwangi
Silihwangi is een bestuurslaag in het regentschap Majalengka van de provincie West-Java, Indonesië. Silihwangi telt 4273 inwoners (volkstelling 2010).